# Guerra Colongongo
A Guerra de Colongongo foi um conflito entre o Reino Vambunda e os portugueses em 1914. A guerra ocorreu devido ao desejo dos portugueses de expandir seu poder, o que foi enfrentado com resistência pelos vambundas. Os vambundas frequentemente viajava pela África comerciando mercadorias e tinha pouca fixação até aproximadamente 1500, quando se estabeleceram no que hoje é o sudeste de Angola.